# بخت (شهر)
بخت، (به ازبکی: Baxt (Baht)، به روسی: Бахт) شهری در ولایت سیردریا، کشور ازبکستان است. جمعیت تخمینی این شهر در سال ۱۹۸۰ برابر با ۹۱۰۰ نفر بوده‌است.

## موقعیت جغرافیایی
این شهر در نزدیکی مرز قزاقستان و در مسیر بزرگراه اصلی M34 و در فاصله تقریبی ۱۲ کیلومتری غرب رودخانه سیردریا واقع شده‌است.

## تاریخ
در سال ۱۸۹۹ یک شهرک در مسیر راه‌آهن آسیای میانه که سمرقند و تاشکند را به هم وصل می‌کند، جهت خدمات اسکان، ایجاد شد. در سال ۱۹۱۶ این محل به ایستگاه راه‌آهن ارتقا یافت و به افتخار شاهزاده الکسی نیکلااویچ، به نام ایستگاه ولیکوالکسیوسکایا نامیده شد. در سال ۱۹۶۳، این شهرک و ایستگاه به بخت (که در فارسی به معنی «اقبال» و معمولاً به مفهوم «خوشبختی» است) تغییر نام دادند. در سال ۱۹۸۰، بخت به شهر تبدیل شد.

## اقتصاد
در دهه ۱۹۷۰ در این شهر یک کارخانه مصالح ساختمانی و یک کارخانه فراوری پنبه ایجاد شده‌است.

## ترابری
این شهر در مسیر راه‌آهن تاشکند به سمرقند که از شهر گلستان می‌گذرد، واقع شده‌است. این شهر همچنین در مسیر بزرگراه اصلی M34 که شهر دوشنبه را به تاشکند متصل می‌کند، واقع شده‌است.